# Dança vernacular
As danças vernáculas são estilos que se desenvolveram 'naturalmente' como parte da cultura 'cotidiana' dentro de uma comunidade. Em contraste com a elite e a cultura oficial, as danças vernáculas são geralmente aprendidas naturalmente sem instrução formal, junto com outros tipos de cultura vernacular .
A palavra 'vernáculo' é usada aqui da mesma forma que em referência à linguagem vernacular, definida em contraste com a linguagem culta/literária.
As danças vernáculas em contexto urbano são comumente referidas como danças de rua .
Alguns folcloristas sugerem o termo como uma substituição mais universal do termo "dança folclórica", enquanto outros o usam para melhor definir o conceito de dança folclórica. O termo é atribuído a Marshall e Jean Stearns (1968), que usaram para caracterizar a dança jazz em sua forma de "rua" (em contraste com a forma de show biz).